# Засуха 4200 лет назад

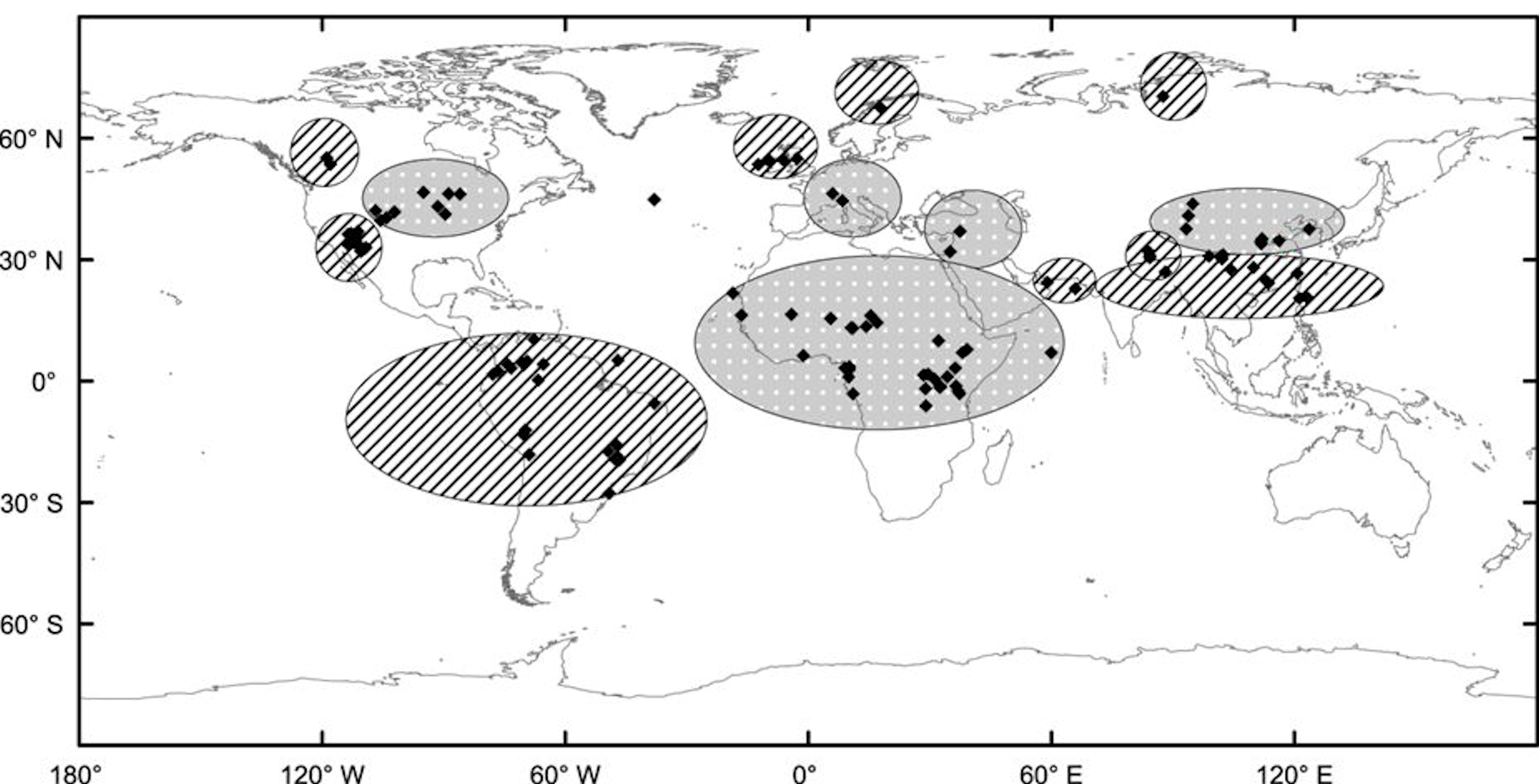
Карта зон, пострадавших от климатического события 4200 лет назад. Заштрихованные области были затронуты влажными условиями или наводнениями, пунктирные области — засухой или пыльными бурями

Засуха 4200 лет назад (2100-е гг. до н. э.) — одно из наиболее тяжёлых, по вызванным им социальным потрясениям, климатических событий голоцена. Засуха длилась в течение всего XXII столетия до н. э. и, вероятно, способствовала падению Древнего царства в Египте и Аккадской империи в Месопотамии. Засуха могла также привести к переселению на юго-восток носителей Хараппской цивилизации.

## История

Реконструкция температуры по данным ледниковых кернов из Центральной Гренландии. Резкое похолодание начинается около 2200 г. до н. э. достигая локального минимума около 2000 г. до н. э.

Источник аридизации в Месопотамии около 2100 года до н. э. совпадает с охлаждением климата в Северной Атлантике (один из циклов Бонда). Фаза интенсивной аридизации около 2200 года до н. э. имеет свои маркеры в Северной Африке, на Ближнем Востоке, Красном море, Аравийском полуострове, Персидском заливе, Индийском субконтиненте, и центральной части Северной Америки , а также ледниковых отложениях горной части западной Канады.
Граница между степью и лесостепью на Среднерусской возвышенности 4000 лет назад находилась северо-западнее своего современного положения на 140—200 км. В степной зоне Причерноморья и Приазовья первая половина суббореала характеризуется аридизацией климата. Наибольшая аридизация отмечена 4200—3700 лет назад. По данным археологов, на территории причерноморских степей и на Северном Кавказе нет ни одного захоронения с датировкой между 4100 и 3900 лет назад. Данные краниологии свидетельствуют о резкой смене населения в южнорусских степях: катакомбная культура практически исчезает, сменившись пришлым населением центральноевропейского и кавказского происхождения (бабинская и лолинская культуры). Поскольку лесные популяции Северной Евразии пострадали от засухи меньше, чем степные, это могло способствовать стремительному распространению финно-угорских языков от Сибири до Балтийского моря по сейминско-турбинской сети торговцев бронзой.
Около 2150 года до н. э. вследствие низкого разлива Нила прекратило своё существование Древнее царство в Египте. Голод, общественные беспорядки и раздробленность продолжались приблизительно 40 лет, пока Египет не был поэтапно объединён в Среднее царство. В середине того же века горцы-гутии спустились с хребтов Загроса и разрушили Аккад. Муссоны перестали достигать городов Индской цивилизации, что привело к пересыханию Гхаггара и связанных с ним ирригационных каналов, за которым последовал отток населения из Пятиречья на восток.
В китайской письменной традиции с этим временем связана борьба Юя Великого с катастрофическими разливами Хуанхэ. Археологи фиксируют в XXII веке до н. э. окончательный упадок неолитических культур Китая.
Предположительно, с опустошительной многовековой засухой, которая произошла на Большом Ближнем Востоке, связан массовый приток генов от зебу (Bos indicus) к ближневосточным одомашненным коровам (Bos taurus), произошедший около 4 000 лет назад.